# Oh Lord! When? How?
Oh Lord! When? How? è il primo EP ufficiale del gruppo garage punk svedese The Hives.
L'album è stato pubblicato il 1º giugno 1996, a tre anni dalla formazione del gruppo, dalla casa discografica Sidekicks Records. L'album dura appena undici minuti e comprende sei tracce.
La canzone Some People Know All Too Well How Bad Liquorice, or Any Candy for That Matter, Can Taste When Having Laid Out in the Sun Too Long - And I Think I Just Ate Too Much è comunemente abbreviata in Some People.

## Tracce
1. You Think You're So Darn Special
2. Cellblock
3. Some People Know All Too Well How Bad Liquorice, or Any Candy for That Matter, Can Taste When Having Laid Out in the Sun Too Long - And I Think I Just Ate Too Much
4. How Will I Cope with That?
5. Bearded Lady
6. Let Me Go

## Formazione
- Howlin' Pelle Almqvist (Pelle Almqvist) - voce
- Nicholaus Arson (Niklas Almqvist) - chitarra
- Vigilante Carlstroem (Mikael Karlsson Åström) - chitarra
- Dr. Matt Destruction (Mattias Bernvall) - basso
- Chris Dangerous (Christian Grahn) - batteria